# Fotokomórka

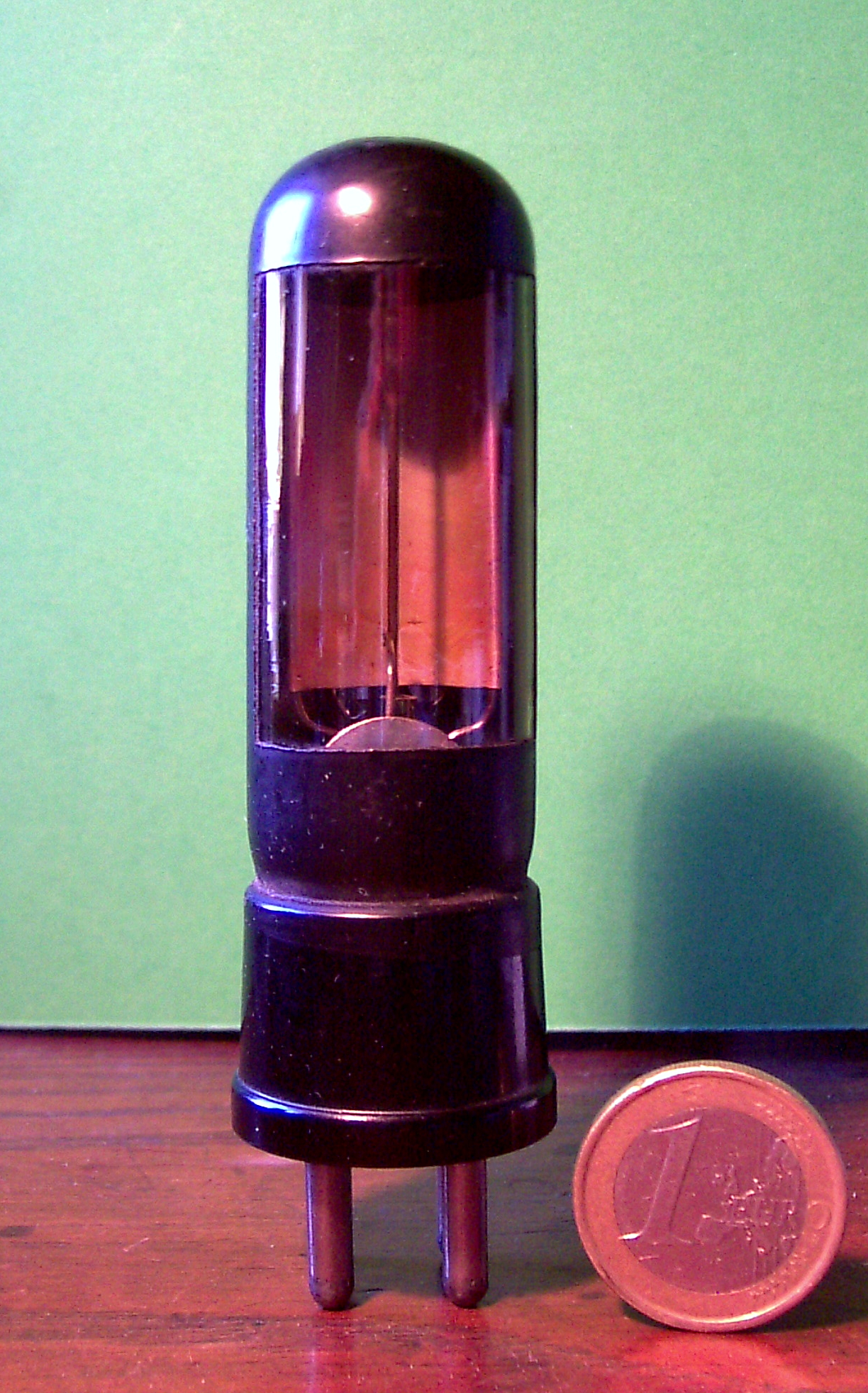

Fotokomórka – element urządzeń elektronicznych służący do pomiaru światła wykonany jako fotodioda próżniowa lub półprzewodnikowa, fototranzystor, fotorezystor i innych elementów elektronicznych wrażliwych na padające na nie promieniowanie.
Fotokomórka próżniowa została wynaleziona w 1895 przez fizyków niemieckich Hansa Geitela i Juliusa Elstera. Odkryli oni, że promienie katodowe mogą być emitowane z katody po oświetleniu jej dowolnym światłem, a natężenie tych promieni jest wprost proporcjonalne do natężenia padającego światła.
Fotokomórka – lampa próżniowa, która ma dwie elektrody; jedną elektrodą jest zwykle warstwa metalu, naparowana na wewnętrzną stronę szklanej bańki próżniowej – katoda, drugą elektrodą jest wygięty pręt metalowy znajdujący się wewnątrz lampy – anoda. Nieoświetlona fotokomórka nie przewodzi prądu, prąd może się jednak pojawić jeżeli katoda zostanie oświetlona.
Ten typ lampy jest wykorzystywany do dzisiaj, a umożliwił on również powstanie innego wynalazku – kina dźwiękowego.
Fotokomórki wykorzystuje się w badaniach naukowych do pomiarów światła emitowanego przez różne substancje i cząsteczki. Stosowano je w urządzeniach kontrolnych, np. do liczenia przedmiotów przesuwających się na taśmociągu, do pomiaru czasu w zawodach sportowych, a także w alarmowych systemach przeciwwłamaniowych: w przypadku przerwania przez włamywacza promienia światła padającego na komórkę włącza się alarm.
W 1931 fotokomórka została zastosowana po raz pierwszy jako czujnik w mechanizmie automatycznego otwierania drzwi. Użyto jej w restauracji Wilcox’s Pier w West Haven w USA, a dokładnie zamontowana była w drzwiach obrotowych pomiędzy kuchnią a salą jadalną. Nazywana była „magiczne oko”.